# Jermiekiejewo
Jermiekiejewo – wieś w Rosji, w Baszkortostanie. W 2010 roku liczyła 3937 mieszkańców.